# Слободка (Александрийский сельсовет)
Слободка (бел. Слабодка) — деревня в Александрийском сельсовете Шкловского района Могилёвской области Белоруссии.
В деревне есть железнодорожная станция на линии Могилёв—Орша. Северней протекает река Берёзовка, восточнее — Днепр.
В Слободке захоронены два советских солдата, погибших в окрестностях деревни 26 и 28 июня 1944 года.

## История
Упоминается в 1643 году как село со старой церковью в составе Шкловской волости в Оршанском повете Великого Княжества Литовского.